# کلاغ

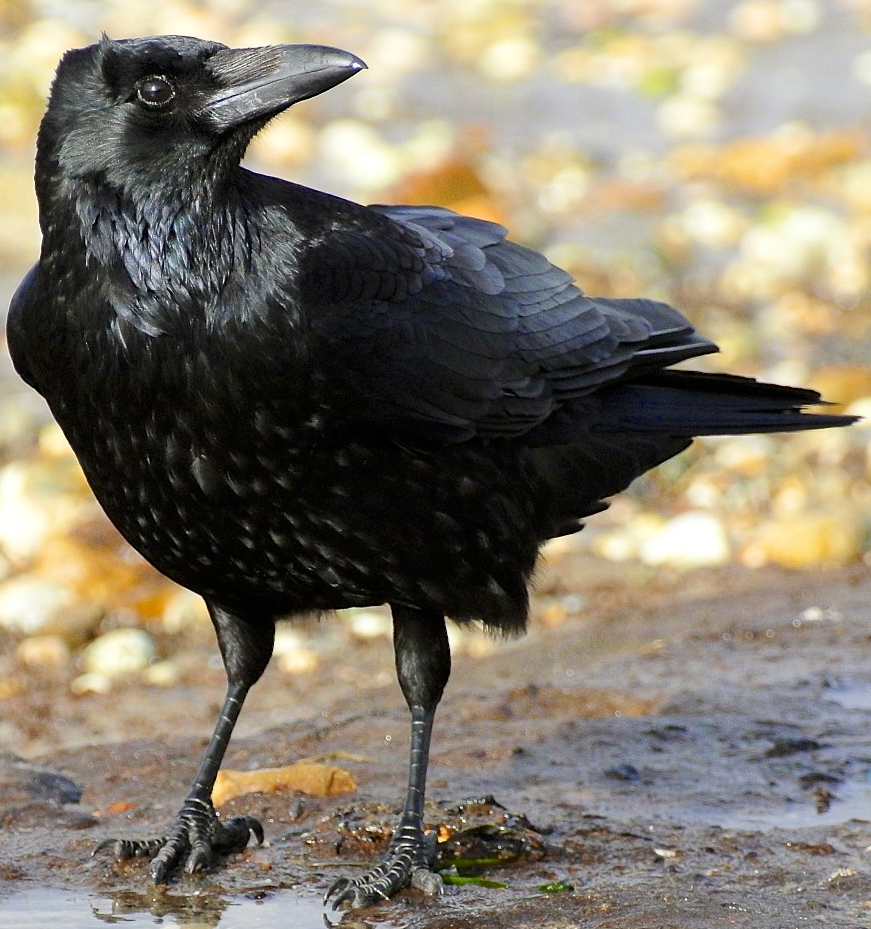
یک کلاغ لاشه که در ساحلی در دورست انگلستان در حال لاشه‌خواری است.

کلاغ پرنده‌ای از سردهٔ کلاغ‌ها یا به‌طور گسترده‌تر مترادف با همه پرندگان سردهٔ Corvus است. کلاغ‌ها عموماً سیاه‌رنگ هستند. واژهٔ «کلاغ» فارسی است به عنوان بخشی از نام مشترک در بسیاری از گونه‌ها استفاده می‌شود. اصطلاح مرتبط " غراب " از نظر علمی به هیچ ویژگی خاصی متصل نیست، بلکه یک گروه‌بندی کلی برای گونه‌های بزرگ‌تر Corvus است.